# Banzai (pokřik)

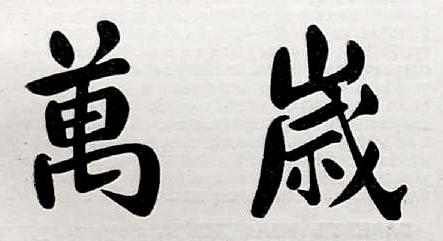
Banzai (pokřik)

Banzai (万歳 nebo 万才 nebo 萬歳）je japonské slovo, které v doslovném překladu znamená „deset tisíc let“.
Symboly pro toto slovo jsou zapsané v jedné ze 3[zdroj?] japonských abeced[zdroj?] a to v kandži (pochází z Číny = jeden symbol jedno[zdroj?] slovo), (万-deset tisíc, 歳-věk), v překladu to je „přání dlouhého života“.
Tento výraz se používal zejména ve 2. světové válce ve slovních spojeních jako:
- Tennó heika Banzai (天皇陛下万歳) = Ať žije Jeho Veličenstvo císař
- Nippon Banzai (日本万才) = Ať žije Japonsko

Pokud se použije Banzai ve větě samo, znamená něco jako „hurá“.